# سوخوي سو-75 كش مات
سوخوي سو-75 «كش مات» (Сухой Су-75) مقاتلة روسية خفيفة من الجيل السادس ذات محرك واحد. تم الكشف عن المقاتلة بتاريخ 20 يوليو 2021 خلال معرض ماكس-2021 بموسكو.

## تطوير
تم الكشف عن نموذج ثابت بالحجم الطبيعي في معرض MAKS الجوي لعام 2021 بحضور الرئيس الروسي فلاديمير بوتين . تم تحديد موعد أول رحلة لطائرة Checkmate لأول مرة في عام 2023 ثم تراجعت إلى عام 2024 ، مع التخطيط لعمليات التسليم الأولية في الفترة من 2026 إلى 2027.  تم تصميم سو 75 تشيك مات ليكون منخفض التكلفة وللتصدير ،  وقد يتنافس مع طائرات لوكهيد مارتن اف-35 الثانية و شنيانغ جيه-31 من نفس فئة الوزن المتوسط.  من المتوقع أن يكون الإنتاج 300 طائرة على مدى 15 عامًا.
وفقًا للرئيس التنفيذي لشركة Rostec ، سيرجي تشيميزوف ، من المتوقع أن تبلغ تكلفة LTS Checkmate 25-30 مليون دولار لكل منها.
في 14 نوفمبر 2021 ، تم الإبلاغ عن بدء إنتاج عدة نماذج أولية من Checkmate في مصنع طائرات Komsomolsk-on-Amur ، حيث يتم تصنيع سوخوي سو 57.
قد يتأخر تطوير سو 75 تشيك مات بسبب العقوبات الدولية  على روسيا ، ولم تستطع روسيا استيراد أشباه الموصلات  ومعدات تصنيع عالية التقنية من الاتحاد الأوروبي.  كما توقفت مبيعات التصدير المحتملة لأن روسيا لا تستطيع التجارة باستخدام الدولار الأمريكي.
في 16 أغسطس 2022 ، أفادت شركة شركة الطائرات المتحدة أنها تخطط لبناء أربعة نماذج أولية من Su-75 Checkmate ، مع تخطيط اختبارات الطيران في وقت مبكر من عام 2024.